# 위장 번트
위장 번트는 야구에서 타자가 번트를 대는 척하면서 강공으로 나가는 작전을 가르킨다. 페이크 번트나 페이크 번트 슬러시, 페이크 번트 앤 슬러시란 단어로도 불린다.

## 설명
위장 번트는 상대 팀을 속이는 야구의 작전 중에 하나이다. 위장 번트가 나오는 경우에는 상대 팀이 번트에 대한 수비를 100%로 하여 번트 대비를 할 때 이것에 대하여 허를 찌르는 용도로 사용된다. 위장 번트가 성공할 경우에는 타자가 친 공이 안타가 되어 타자나 주자가 아웃이 되는 일이 없이 추가 진루하여 더 큰 기회를 만들거나 아예 2루타, 3루타, 홈런 등의 장타가 나와 선행 주자가 득점에 성공하는 상황이 나오기도 한다. 다만 실패할 경우에는 병살의 위험성이 큰 문제점도 가지고 있다. 위장 번트는 주로 한 야구단 감독의 판단 아래에서 타자에게 지시하는 야구의 작전이다.

## 같이 보기
- 번트
- 야구